# Térgörbe
A térgörbe olyan görbe, melynek pontjai a háromdimenziós térben helyezkednek el. Matematikailag leírható az
{\displaystyle \mathbf {r} =\mathbf {r} (t)=x(t)\mathbf {i} +y(t)\mathbf {j} +z(t)\mathbf {k} \,}
alakú vektor-skalár függvénnyel, ahol {\displaystyle \mathbf {i} \,}, {\displaystyle \mathbf {j} \,}, és {\displaystyle \mathbf {k} \,} az x,y és z irányú egységvektor. Leírható még az
{\displaystyle x=x(t),~~y=y(t),~~z=z(t)\,}
paraméteres egyenletrendszerrel vagy két felület metszésvonalaként, azaz egy
{\displaystyle F(x,y,z)=0,~~G(x,y,z)=0\,}
egyenletrendszerrel.

## Érintő

S-simulósík, N-normálsík, R-rektifikáló sík, t-érintő, n-főnormális, b-binormális, g-simuló kör

A vektor-skalár függvény első deriváltja:
{\displaystyle \mathbf {\dot {r}} (t)={\dot {x}}(t)\mathbf {i} +{\dot {y}}(t)\mathbf {j} +{\dot {z}}(t)\mathbf {k} \,}
A t paraméter felfogható úgy is, hogy az a görbén valamilyen menetrend szerint végigfutó pont mozgása közben mérhető időt jelenti. Ha ráadásul olyan a „menetrend” hogy a sebesség abszolút értéke állandó és egységnyi, akkor a t paraméter jelentése a görbe menti ívhossz (út). Ekkor az
{\displaystyle \mathbf {\dot {r}} (t)=\mathbf {v} (t)\,} a sebességvektor, az
{\displaystyle \mathbf {\ddot {r}} (t)=\mathbf {a} (t)\,} pedig a gyorsulásvektor.
Az érintő irányú egységvektor a fentiek alapján:
{\displaystyle \mathbf {t} ={\frac {\mathbf {\dot {r}} (t)}{\mid \mathbf {\dot {r}} (t)\mid }}\,}

## A görbeszakasz ívhossza
A görbeszakasz ívhossza a {\displaystyle t\,} idő alatt befutott távolság:
{\displaystyle s=\int \limits _{t_{1}}^{t_{2}}\mid \mathbf {\dot {r}} (t)\mid dt=\int \limits _{t_{1}}^{t_{2}}{\sqrt {{\dot {x}}^{2}(t)+{\dot {y}}^{2}(t)+{\dot {z}}^{2}(t)}}dt\,}

## Simulósík
A {\displaystyle {\ddot {r}}(t)\,} gyorsulásvektor általában általános helyzetű vektor, mely felbontható érintő irányú (pályamenti gyorsulás) és arra merőleges (centripetális gyorsulás) komponensre. Ha a sebesség (azaz a helyvektor idő szerinti első deriváltja) állandó, pályamenti gyorsulás nincs, ekkor a gyorsulás merőleges az érintőre. Ha a {\displaystyle t\,} paraméter megegyezik az {\displaystyle s\,} ívhosszal, akkor a deriválást pont helyett vesszővel jelöljük a továbbiakban. Ebben az esetben írható, hogy
{\displaystyle (\mathbf {r'(s)} )^{2}=1\,}
és ha ennek az egyenletnek mindkét oldalát deriváljuk, akkor a
{\displaystyle 2\mathbf {r'(s)} \mathbf {r''(s)} =0\,}
Látható, hogy a két vektor skaláris szorzata nulla, ez csak akkor lehetséges, ha merőlegesek egymásra.
Az {\displaystyle r'\,} és {\displaystyle r''\,} által meghatározott síkot simulósíknak hívják.

## Főnormális, binormális, kísérő triéder
A {\displaystyle \mathbf {b} \,} binormális a simulósíkra az érintési pontban állított egységnyi hosszúságú merőleges vektor:
{\displaystyle \mathbf {b} ={\frac {{\dot {\mathbf {r} }}\times {\ddot {\mathbf {r} }}}{\mid {\dot {\mathbf {r} }}\times {\ddot {\mathbf {r} }}\mid }}={\frac {\mathbf {r} '\times \mathbf {r} ''}{\mid \mathbf {r} '\times \mathbf {r} ''\mid }}\,}
A gyorsulás irányú egységvektor az {\displaystyle \mathbf {n} \,} főnormális vektor, ez merőleges az érintő és binormális által meghatározott, úgynevezett rektifikáló síkra:
{\displaystyle \mathbf {n} =\mathbf {b} \times \mathbf {t} ={\frac {\mathbf {r} ''}{\mid \mathbf {r} ''\mid }}\,}
A {\displaystyle \mathbf {t} \,}, {\displaystyle \mathbf {n} \,} és {\displaystyle \mathbf {b} \,} egységvektorok egymásra merőlegesek, szokásos elnevezésük: kísérő triéder vagy kísérő háromél.
A főnormális és binormális vektornak csak akkor van értelme, ha {\displaystyle \mathbf {r} ''\neq 0\,}, vagyis, ha a görbe nem egyenes.

## Görbület, torzió
A görbület az érintő irányváltozásának sebessége. Kiszámítása:
{\displaystyle g=\lim _{\Delta s\to 0}{\frac {\Delta \alpha }{\Delta s}}=\mid \mathbf {r} ''(s)\mid ={\frac {\mid {\dot {\mathbf {r} }}\times {\ddot {\mathbf {r} }}\mid }{\mid {\dot {\mathbf {r} }}\mid ^{3}}}\,}.
A görbületi sugár a görbület reciproka:
{\displaystyle \rho ={\frac {1}{g}}\,}.
A simulókör a simulósíkban helyezkedik el, amint az ábra mutatja.
A torzió vagy csavarodás a simulósík elfordulásának sebessége. Kiszámítása:
{\displaystyle c=\lim _{\Delta s\to 0}{\frac {\Delta \beta }{\Delta s}}=-\mathbf {n} \mathbf {b} '(s)={\frac {\mathbf {r} '\mathbf {r} ''\mathbf {r} '''}{\mid \mathbf {r} '\times \mathbf {r} ''\mid ^{2}}}}.

## Külső hivatkozások
- Dr. Gáspár Csaba:Térgörbék Archiválva 2010. május 9-i dátummal a Wayback Machine-ben
- Liegner Nándor: Vasúti görbület-átmeneti geometriák és alkalmazásuk